# Fundacja Warszawskie Hospicjum dla Dzieci
Fundacja Warszawskie Hospicjum dla Dzieci (Fundacja WHD, pierwotnie Stowarzyszenie “Warszawskie Hospicjum dla Dzieci”) – powstała w 1994 roku organizacja pozarządowa zajmująca się opieką paliatywną nad nieuleczalnie chorymi dziećmi w miejscu ich zamieszkania. W 1994 stworzyła pierwsze w Polsce hospicjum domowe dla dzieci.
Od 2004 r. Fundacja Warszawskie Hospicjum dla Dzieci posiada status organizacji pożytku publicznego (OPP) i jako taka, zarejestrowana jest w Krajowym Rejestrze Sądowym pod numerem KRS 0000097123.
Realizując cele statutowe Fundacja WHD prowadzi hospicjum domowe dla dzieci oraz hospicjum perinatalne.

## Hospicjum domowe dla dzieci

### Domowa opieka paliatywna
Domowa opieka paliatywna jest alternatywą wobec pobytu w szpitalu w sytuacji gdy choroba jest nieuleczalna i wyczerpano możliwości leczenia.
Opieka hospicjum domowego polega na realizowaniu wizyt domowych przez interdyscyplinarny  zespół (lekarze, pielęgniarki, fizjoterapeuci, psycholodzy, pracownicy socjalni, ew. kapelan).
Obszar działania WHD obejmuje miasta Warszawę i Siedlce oraz następujące powiaty województwa mazowieckiego: garwoliński, grodziski, grójecki, kozienicki, legionowski, makowski, miński, nowodworski, ostrowski, otwocki, piaseczyński, płoński, pruszkowski, pułtuski, siedlecki, sochaczewski, sokołowski, warszawski zachodni, węgrowski, wołomiński, wyszkowski, żyrardowski.
Dyżur WHD trwa 24 godziny na dobę przez 7 dni w tygodniu.
Rodziny pacjentów WHD nie ponoszą żadnych kosztów związanych z opieką paliatywną nad ich dzieckiem.

### Pomoc psychologiczna
Zadaniem zatrudnionych przez Fundację WHD psychologów jest pomoc rodzinie w zaadaptowaniu się do sytuacji związanej z nieuleczalną chorobą dziecka oraz przeciwdziałanie i reagowanie na pojawiające się w związku z nią kryzysy.

### Pomoc socjalna
Zadaniem zatrudnionych przez Fundację WHD pracowników socjalnych jest analiza sytuacji socjalno-ekonomicznej i rozpoznanie potrzeb rodzin podopiecznych hospicjum. W oparciu o zebrane dane, pracownicy socjalni przygotowują plan pomocy w przezwyciężeniu trudności, jakie napotykają rodziny w związku z chorobą dziecka. Po śmierci dziecka, jeśli rodzice tego sobie życzą, pracownik socjalny służy pomocą podczas załatwiania formalności związanych z pogrzebem.

### Pomoc duchowa
Zadaniem zatrudnionego przez Fundację WHD kapelana jest posługa duchowa i sakramentalna w rodzinach wyznania rzymskokatolickiego.

### Wsparcie w żałobie
Warszawskie Hospicjum dla Dzieci zapewnia rodzinom zmarłych dzieci wsparcie w okresie żałoby.
W WHD działają dwie Grupy Wsparcia w Żałobie:
- dla rodziców
- dla rodzeństwa (Dziecięco-Młodzieżowa Grupa Wsparcia w Żałobie).

## Hospicjum perinatalne

### Perinatalna opieka paliatywna
Hospicjum perinatalne to koncepcja całościowej opieki nad rodzicami, których nienarodzone dziecko jest nieuleczalnie chore i obciążone ryzykiem przedwczesnej śmierci.
Polski model hospicjum perinatalnego został wprowadzony przez Joannę Szymkiewicz-Dangel i Tomasza Dangla w 1998 r. Za rok powstania pierwszego w Polsce hospicjum perinatalnego przyjmuje się 1999, kiedy pod opiekę WHD trafiła Wioletta – cierpiąca na Zespół Edwardsa dziewczynka z diagnostyki prenatalnej.
Zakres pomocy hospicjum perinatalnego obejmuje wsparcie medyczne i psychologiczne oraz koordynację opieki okołoporodowej.

### Wsparcie w żałobie
Działająca w Hospicjum Perinatalnym Grupa Wsparcia w Żałobie została utworzona z myślą o rodzicach, których dzieci zmarły przed porodem, tuż po porodzie lub na oddziale szpitalnym. Grupa jest prowadzona przez doświadczonych psychologów.

## Działalność edukacyjna
Realizując cele statutowe, Fundacja WHD prowadzi działalność edukacyjną w zakresie pediatrycznej domowej opieki paliatywnej.

### Staż w hospicjum domowym dla Dzieci
Fundacja WHD oferuje indywidualne szkolenia w zakresie domowej opieki paliatywnej nad dziećmi w formie praktyki klinicznej dla lekarzy i pielęgniarek oraz stażu dla pracowników socjalnych i psychologów.
Fundacja Warszawskie Hospicjum dla Dzieci uzyskała akredytację Centrum Medycznego Kształcenia Podyplomowego i została dodana do wykazu jednostek akredytowanych do prowadzenia staży kierunkowych w zakresie opieki paliatywnej w ramach specjalizacji: neurologia dziecięca.

### Kursy dla lekarzy
Kurs doskonalący „Opieka paliatywna w pediatrii” – kurs dla lekarzy zainteresowanych tematem i/lub dla lekarzy specjalistów w ramach kształcenia ustawicznego.

### Kursy dla pielęgniarek
Kurs doszkalający „Pediatryczna domowa opieka paliatywna”.

## Działalność wydawnicza
- Kandydoza i przepuszczalność jelitowa. Praca zbiorowa pod redakcją Tomasza Dangla. Fundacja Warszawskie Hospicjum dla Dzieci, Warszawa 2014, ISBN 978-83-938474-0-2, nakład 6000 egz.
- Kwartalnik „Hospicjum”. Opisuje historie podopiecznych hospicjum oraz aktualne wydarzenia związane z działalnością Fundacji. Wydawany jest od grudnia 1996 r.
- Leczenie bólu nowotworowego i opieka paliatywna nad dziećmi. Wytyczne Światowej Organizacji Zdrowia (WHO), Warszawskie Hospicjum dla Dzieci, Media Rodzina, Warszawa 2001, ISBN 83-908762-7-2.
- Pediatryczna domowa opieka paliatywna w Polsce. 15 raportów z badań epidemiologicznych przeprowadzanych przez Fundację WHD w latach 1999–2013[3]. Badania miały na celu ocenę stanu pediatrycznej domowej opieki w Polsce. Raporty ukazywały się w nakładzie 300 egz.
- Standardy postępowania i procedury medyczne w hospicjach domowych dla dzieci. Fundacja Warszawskie Hospicjum dla Dzieci, Warszawa 2015, ISBN 978-83-938474-1-9, łączny nakład 2000 egz.[4]
- Zaniechanie i wycofanie się z uporczywego leczenia podtrzymującego życie u dzieci – wytyczne dla lekarzy. Polskie Towarzystwo Pediatryczne, Warszawa 2011, ISBN 978-83-908762-2-1, łączny nakład 8000 egz.[5]

## Nagrody i wyróżnienia
- 18.05.2023 – Nagroda im. Janusza Korczaka w kategorii "Organizacje i instytucje kierujące się korczakowskimi wartościami[6].
- 7.09.2022 – Nagroda Forum Ochrony Zdrowia, na której nagrodę w kategorii „Działania na rzecz pacjenta”[7].
- 20.06.2016 r. – Nagroda Wojewody Mazowieckiego Zdzisława Sipiery dla pielęgniarki WHD – Jolanty Słodownik „Z wyrazami uznania dla stopnia przygotowania zawodowego, stale poszerzanej wiedzy i umiejętności postępowania z pacjentami w opiece długoterminowej oraz podziękowaniem za wrażliwość, empatię i ogromne serce okazywane pacjentom i ich rodzinom w trudnych dla nich chwilach.”[8]
- 11.01.2016 r. – Medal Diecezji Warszawsko-Praskiej od Abp. Henryka Hosera „Za profesjonalna i pełną oddania posługę wobec dzieci, oraz towarzyszenie rodzicom w doświadczaniu choroby i żałoby. Za wszechstronną działalność edukacyjną i psychologiczno-duchową. Za nowatorskie rozwiązania w dziedzinie profilaktyki i leczenia perinatalnego.”[9]
- 10.02.2015 r. – Wyróżnienie Św. Kamila dla pielęgniarki WHD – Małgorzaty Murawskiej „W uznaniu za całokształt Pani działań zgodnych z sensem słów modlitwy „Zapominając o sobie odnajdujemy siebie”. W dowód wdzięczności za ofiarną służbę pielęgniarską dla dobra najmłodszych pacjentów Warszawskiego Hospicjum dla Dzieci.”[10]
- 12.04.2013 r. – Zarząd Główny Polskiego Towarzystwa Medycyny Paliatywnej wyróżnił pracę: Dangel T, Murawska M, Marciniak W, Kozera K: Pediatryczna domowa opieka paliatywna Polsce (2011).
- 9.11.2012 r. – Prezes Zarządu Fundacji – WHD Artur Januszaniec otrzymał Nagrodę Polskiego Towarzystwa Lekarskiego – Medal Gloria Medicinae
- 31.07.2012 r. – Rada Miasta Stołecznego Warszawy w Uznaniu zasług dla Stolicy Rzeczypospolitej Polskiej przyznała Fundacji Warszawskie Hospicjum dla Dzieci Nagrodę Miasta Stołecznego Warszawy
- 2012 – Zarząd Główny Polskiego Towarzystwa Medycyny Paliatywnej wyróżnił pracę: Dangel T, Murawska M, Marciniak W, Kozera K: Pediatryczna domowa opieka paliatywna Polsce (2010). Medycyna Paliatywna 2012
- 2008 r. – Pro infantis bono – medal Rzecznika Praw Dziecka dla dr hab. n. med. Tomasza Dangla – „Za założenie Warszawskiego Hospicjum dla Dzieci tworząc atmosferę życzliwości i wsparcia.”
- 2008 r. – Pro infantis bono – medal Rzecznika Praw Dziecka dla dr hab. n. med. Joanny Szymkiewicz-Dangel – „Za ochronę życia i opiekę nad dziećmi z wadami serca.”
- 2008 r. – Pro infantis bono – medal Rzecznika Praw Dziecka dla lek. med. Artura Januszańca – „Za pomaganie dzieciom”
- 2005 r. – Order „Ecce Homo” nadany Tomaszowi Danglowi przez Kapitułę Orderu za bezwarunkową miłość i pracę dla dobra bliźnich, wbrew wszelkim przeciwnościom.
- 1.06.2003 r. – Medal “Amicus Minorum (Przyjaciel Mniejszych) dla Tomasza Dangla.
- 16.05.2003 r. – Medal Alberta Schweitzera dla Tomasza Dangla.
- 16.05.2003 r. – Medal Alberta Schweitzera dla Artura Januszańca.
- 17.12.2002 r. – Oskar Dziecięcych Serc dla dr Tomasza Dangla,
- 3.09.2002 r. – Medal Polskiego Towarzystwa Opieki Paliatywnej oddział we Włocławku dla Warszawskiego Hospicjum dla Dzieci
- 3.09.2002 r. – Medal Polskiego Towarzystwa Opieki Paliatywnej oddział we Włocławku dla dr T. Dangla,
- 1998 r. – Nagroda im. Św. Brata Alberta Adama Chmielowskiego „Za heroiczne realizowanie zasady miłości bliźniego”
- 20.05.1997 r. – Nagroda Roku za Działalność Humanitarną „Człowiek – Człowiekowi” – wyróżnienie w kategorii ochrony zdrowia
- 1996 r. – Mikołaj Roku 1996 – Nagroda Programu 2 TVP S.A.
- 1994 r. – Nagroda „Parasol Szczęścia” przyznana przez redakcję „Twojego Dziecka” za „pionierską walkę o prawo dziecka do ochrony przed bólem”.

## Działalność gospodarcza
Fundacja WHD prowadzi działalność gospodarczą w celu pozyskiwania dodatkowych środków finansowych na swoją działalność statutową.

### Poradnia Stomatologiczna „Uśmiech Malucha”[11]
Poradnia specjalizuje się w zabiegach sanacji jamy ustnej w znieczuleniu ogólnym. Zabiegi wykonywane są u dzieci, które z różnych przyczyn nie są w stanie współpracować z lekarzem stomatologiem.

### Poradnia USG „Agatowa”[12]
Poradnia USG jest największym referencyjnym ośrodkiem kardiologii prenatalnej typu C.